# Стенроос, Альбин
Оскар Албинус Стенроос (фин. Oskar Albinus Stenroos) — финский бегун на длинные дистанции. Олимпийский чемпион 1924 года в марафоне с результатом 2:41.22,6.

## Спортивная карьера
Впервые марафонскую дистанцию пробежал в 1909 году, когда занял 3-е место на национальном чемпионате. Но затем он стал специализироваться на более короткие дистанции. На Олимпиаде 1912 года выиграл бронзовую медаль на дистанции 10 000 метров, показав в финальном забеге время 32.21,8. В 1915, 1916 и 1917 годах был чемпионом Финляндии по кроссу. Чемпион Финляндии в беге на 5000 метров в 1912, 1913, 1915 и 1916 годах и чемпион Финляндии в беге на 10 000 метров в 1910, 1912, 1913, 1915 и 1916 годах.  Пропустил олимпийские игры 1920 года. В 1923 году установил мировой рекорд в беге на 20 километров — 1:07.11,2. На Олимпиаде 1924 года он бежал марафон второй раз в своей жизни, тем не менее он стал чемпионом. Занял 2-е место на Бостонском марафоне 1926 года. Завершил спортивную карьеру в 1927 году.